# Al Khalil moskee
Moskee Al Khalil (Arabisch: الخليل Al Khalil betekent 'vriend'; dezelfde naam als Hebron) is een moskee die opgericht is in de jaren 1980 en bevindt zich op de Delaunoystraat 40, Sint-Jans-Molenbeek 1080 in Brussel. Deze plaats van aanbidding is  de grootste moskee in België. De moskee verwelkomt een paar duizend gelovigen voor het vrijdaggebed, maar ook tijdens ramadan en ter gelegenheid van de eid-gebeden dit zijn feestdagen voor de moslims. Daarnaast kunnen de gelovigen gebruik maken van een reeks religieuze activiteiten, overleg en sociaal-religieuze hulp. Veel van de gelovigen die naar deze moskee komen zijn van Maghrebijnse afkomst. Deze moskee was de allereerste politieke moskee in België.
De gebedszaal waar de imam preekt is maar een van de drie uitgestrekte gebedsruimtes in een complex dat in totaal circa 20.000 vierkante meter telt. De Al Khalil moskee is de belangrijkste moskee van het land zowel qua oppervlakte als bezoekerscijfers. Mohamed Laroussi, is de Tunesische directeur van de moskee.
De moskee was betrokken bij het islamitisch extremisme in 2021. Op 12 oktober trok staatssecretaris voor Asiel en Migratie Sammy Mahdi (CD&V) de verblijfsvergunning in van de imam Mohamed Toujgani, omwille van een gevaar voor de nationale veiligheid. Toujgani, die de Marokkaanse nationaliteit heeft, kreeg het bevel om België te verlaten en moet zich de komende tien jaar houden aan een inreisverbod. Toujgani verbleef decennialang in België sinds 1982 maar sprak Nederlands noch Frans. In 2019 dook een filmpje op van een tiental jaar geleden waar Toujgani mensen opriep tot het verbranden van joden.